# Musée national de Préhistoire
El Musée national de Préhistoire és un centre fundat el 1918 per Denis Peyrony a la comuna occitana de Las Eisiás a la Dordonya.
Instal·lat en un edifici d'arquitectura contemporània, el Musée national de Préhistoire presenta in situ un passat històric i prehistòric d'una riquesa exceptional i reuneix una de les col·leccions més importants del Paleolític de França. Permet també de descobrir les traces dels humans de la prehistòria mitjançant útils de pedra, objectes d'art en os o ivori, reconstruccions a mida natural d'humans prehistòrics i d'animals desapareguts, que permeten una millor comprensió de l'evolució de les societats humanes des de fa 400 000 anys.
La nova extensió del museu, acabada el 2004, concebuda per l'arquitecte Jean-Pierre Buffi, ocupa més de 3600 m² de nous espais, 700 m² dels quals són galeries destinades a exposició.